# Citroën C4 Aircross
De Citroën C4 Aircross is een cross-over en staat op hetzelfde onderstel als de Mitsubishi ASX en niet dat van  de C4 en C4 Picasso zoals de naam wel doet vermoeden.